# برمصار (كبغان)
برمصار (بالفارسية: برمصار) هي قرية تقع في إيران في قسم كبغان الريفي.